# Amsacta corsima
Amsacta corsima là một loài bướm đêm thuộc phân họ Arctiinae, họ Erebidae.